# 科蒂波朗
科蒂波朗是巴西南大河州的一个市镇。总面积183.3平方公里，总人口4577人，人口密度25人/平方公里。